# Таракташ (скалы)
Таракта́ш (укр. Таракташ, крымскотат. Taraq Taş, Таракъ Таш; с крымскотатарского языка таракъ — «гребень» таш — «камень») — скальный гребень (хребет) с ярко выраженной горизонтальной шероховатостью, с башенноподоными структурами-скалами, уступами. Сдвижная ступень Ай-Петринской яйлы, близ её южной бровки, в четырёх километрах на запад от западной окраины Ялты. Много обрывов, оползней, крутых склонов, каменных мостиков и ступеней.